# Dariusz Zalega
Dariusz Zalega (ur. 11 sierpnia 1974 w Czechowicach-Dziedzicach) – polski historyk, publicysta, filmowiec, pisarz, restaurator i animator wydarzeń kulturalnych. Deklaruje narodowość śląską, jak i polską.

## Życiorys

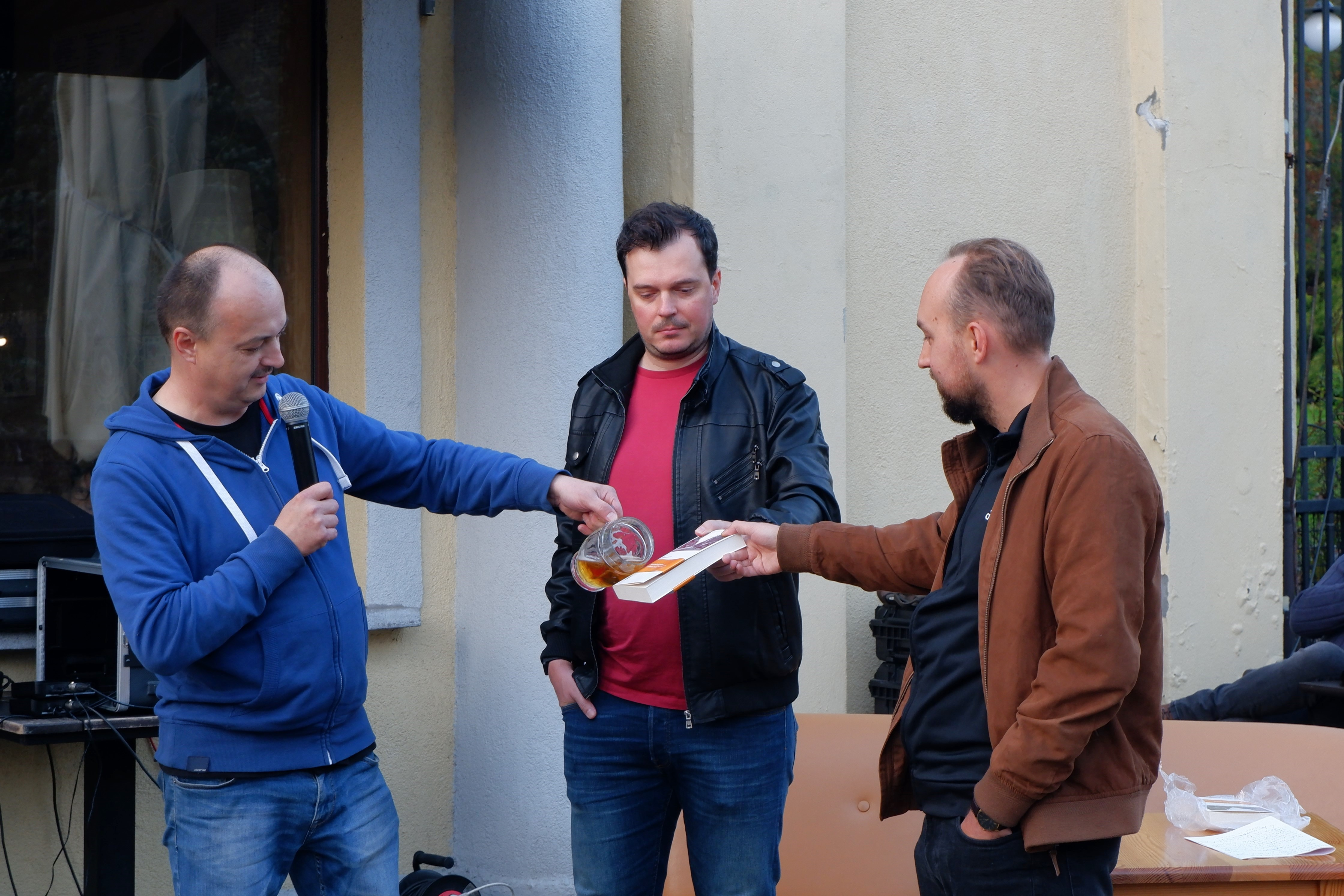
„Chrzest” śląskiego wydania Kajś w Rebel Garden Cafe z udziałem Dariusza Zalegi (po lewej), Grzegorza Kulika i Zbigniewa Rokity, 8.10.2022

Ukończył liceum ogólnokształcące w Czechowicach-Dziedzicach w roku 1993. Obronił w roku 1997 magisterium z politologii na Uniwersytecie Śląskim w Katowicach, oraz w 2000 odbył studia podyplomowe w Instytucie Krajów Rozwijających się Uniwersytetu Warszawskiego.
Po studiach podjął pracę dziennikarską w „Trybunie Śląskiej”. Pracował również w Wolnym Związku Zawodowym Sierpień 80, gdzie w roku 2006 objął stanowisko redaktora naczelnego, wydawanego przez związek, tygodnika „Trybuna Robotnicza”. Jest członkiem zespołu redakcyjnego polskiej edycji „Le Monde Diplomatiqu'e”. Publikuje też w tygodniku „Przegląd”.
W roku 2001 założył w centrum Chorzowa Rebel Bar. Oprócz serwowania ponad czterdziestu gatunków piwa, w barze organizował wystawy, spotkania i dyskusje. Poszerzając horyzonty piwne zainicjował Rebel Beer Tours – jednodniowe wypady do czeskich minibrowarów, przy okazji popularyzujące wiedzę o geografii i historii czeskiego Śląska, w których wzięło udział kilkaset osób. W styczniu 2011 roku obok Bramy Głównej chorzowskiego Zoo ruszyła klubokawiarnia Rebel Garden, w której obok licznych happeningów, odbywają się również koncerty muzyki etnicznej i alternatywnej. W roku 2012 w Katowicach otworzył czeską restaurację Hospoda, w której z kolei mają miejsce promocje książek i inne spotkania o charakterze popularyzatorskim. W związku z aktywnością literacką oraz podjęciem studiów doktoranckich na Uniwersytecie Śląskim, ograniczył w roku 2017 działalność gastronomiczno-animacyjną do Rebel Garden.
W roku 2011 kandydował do Sejmu z listy Polskiej Partii Pracy – Sierpień 80. Mandatu nie zdobył.
Jest zaangażowany w projekty polsko-czeskie i promocję Zaolzia na Górnym Śląsku. Pomysłodawca Festiwalu Zaolziańskiego.
W roku 2014 zrealizował swój pierwszy film, paradokumentalny żart Czeski geniusz, aneb Jára Cimrman w Katowicach, dwa lata później Zbuntowany Śląsk poświęcony historii walk społecznych na Śląsku, wreszcie w roku 2018 fabularyzowany dokument Pięść i dynamit, opowiadający o udziale Ślązaków w wojnie domowej w Hiszpanii. Jest zarówno scenarzystą, jak i reżyserem swoich filmów.
W ramach projektu Zbuntowany Śląsk wyprodukował też w 2016 r. album muzyczny Pieśni śląskiego buntu zespołu Fanga, pokazujący bogactwo śląskich pieśni ludowych związanych z dziejami zbuntowanego Śląska.
W roku 2019 ukończył swoją pierwszą książkę Śląsk zbuntowany, ukazującą historię oczyma Ślązaków, których los rzucił za Pireneje, a potem rozsiał po całym świecie. Książka ukazała się w Wydawnictwie Czarne 23 października 2019 roku. W kwietniu 2021 r. ukazała się druga jego książka Bez Pana i Plebana 111 gawęd z ludowej historii Śląska.
Na Facebooku prowadzi stronę Zbuntowany Śląsk, na której umieszcza krótkie notatki poświęcone ludowej historii Górnego Śląska.
W lipcu 2023 roku współprowadził w Polskim Radio Katowice cykliczną audycję o historii Śląska Fedrując historię.
W 2020 r. otrzymał wyróżnienie Rektora UŚ za działalność kulturalną jako doktorant III roku w dyscyplinie historia.
11 lipca 2023 roku obronił na Wydziale Humanistycznym Uniwersytetu Śląskiego pracę doktorską Obrońcy Republiki. Ochotnicy z Górnego Śląska w wojnie domowej w Hiszpanii (promotor dr hab. Jarosław Tomasiewicz).
Wiosną 2024 roku ukazała się książka Chachary. Ludowa historia Górnego Śląska.